# Gorno Czerkowiszte
Gorno Czerkowiszte (bułg. Горно Черковище) – wieś w południowo-środkowej Bułgarii, w obwodzie Stara Zagora, w gminie Kazanłyk. Według danych Narodowego Instytutu Statystycznego, 31 grudnia 2011 roku wieś liczyła 1374 mieszkańców.

## Położenie
Miejscowość znajduje się w dolinie Kazanłyszkiej, od strony północnych zboczy Srednej Gory; 12 km od Kazanłyku. Przez wieś przepływa rzeka Gjurla. Na północny zachód, 1,2 km od Gornej Czerkowiszty znajduje się, zbiornik retencyjny Koprinka.